# Autochloris buchwaldi
Autochloris buchwaldi là một loài bướm đêm thuộc phân họ Arctiinae, họ Erebidae.